# Calcarele de la Fața Fetii
Calcarele de la Fața Fetii reprezintă o arie protejată de interes național, aflată în amonte de satul Clopotiva, județul Hunedoara, comuna Râu de Mori, în Munții Țarcu, care corespunde categoriei a IV-a IUCN (rezervație naturală, de tip botanic) și este inclusă în Geoparcul Dinozaurilor „Țara Hațegului”.
Rezervația, cu o suprafață de 3,0 ha, aflată în custodia Direcției Silvice Deva prin Ocolul Silvic Retezat, adăpostește specii de plante de interes știintific excepțional, precum Centaurea phrygia subsp. ratezatensis, Hepatica transsilvanica, Hepatica media, Leontopodium alpinum, Lilium jankae, Aconitum anthora. 
În Legea nr. 5 din 06/03/2000, privind aprobarea Planului de amenajare a teritoriului național - Secțiunea a III-a - zone protejate publicată în Monitorul Oficial, Partea I nr. 152 din 12/04/2000, la numărul curent 2.508 sunt incluse și Calcarele de la Fața Fetii. 